# Jacob Ritsema

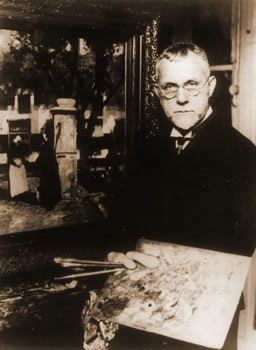
Jacob Ritsema

Jacob Coenraad Ritsema (Haarlem, 10 juni 1869 – Laren, 15 december 1943) was een Nederlands kunstschilder. Hij wordt gerekend tot de nabloei van de Haagse school.

## Leven en werk
Jacob Ritsema was de oudste zoon van lithograaf en drukker Coenraad Ritsema en Jannetje Moulijn. Hij groeide op in een kunstzinnige omgeving. Ook zijn zus Coba werd schilderes en zou later deel uit gaan maken van de Amsterdamse Joffers. De graficus en schilder Simon Moulijn was een neef van moederszijde.
Op vijftienjarige leeftijd vertrok Ritsema naar Düsseldorf om er te studeren aan de plaatselijke kunstacademie. Terug in Nederland trad hij in de leer bij Paul Gabriël, bij wie hij zelfs enige tijd inwoonde te Scheveningen. Regelmatig trokken Gabriël en Ritsema door het land om 'en plein air' te schilderen. Ze schilderden onder andere in Kortenhoef, Heeze, Drenthe en op de Veluwe. Ook maakte Ritsema een reis naar Bretagne.
Jacob stond vooral bekend als landschapschilder, maar schilderde ook hofjes, stillevens en bloemstukken. Hij werkte in een eigen realistische stijl, die sterk onder invloed stond van de Haagse School. Later maakte hij ook vrijere werken, ook in waterverf. Kenmerkend zijn zijn krachtige, brede, los geschilderde penseelstreken. Zijn landschappen worden vooral geprezen om het mengen van zijn groenen.
Kort na 1900 opende Ritsema een atelier in Haarlem, waar hij enige tijd samenwerkte met zijn zus Coba. In 1911 trouwde hij met de Kortenhoefse bakkersdochter Alijda van den Broeck waardoor hij zwager werd van de Rotterdamse schilder August Willem van Voorden, die met Alijda's zusje Geertje was getrouwd. Na het huwelijk verhuisde het stel naar Den Haag, om in 1922 terug te keren naar Haarlem.
Vaak was Ritsema aan het werk in de omgeving van Kortenhoef en Nunspeet. In 1938 vestigde hij zich met zijn gezin in Laren, waar Alijda al in hetzelfde jaar stierf. Jacob zelf overleed plotseling op 74-jarige leeftijd in 1943, toen hij terugkwam van het buiten schilderen.
Ritsema was lid van Vereeniging Sint Lucas, Arti et Amicitiae, Pulchri Studio, Haagsche Kunstkring en de Gooische Schildersvereniging. Hij werd onderscheiden met de Willink van Collenprijs in 1911 en de Sint Lucasprijs in 1928. Koningin Wilhelmina kocht twee werken van hem, waaronder een exemplaar uit zijn opvallend modernistisch uitgewerkte reeks regenbuitjes. Zijn werk is onder andere te zien in het Gemeentemuseum Den Haag en het Stedelijk Museum Amsterdam.

## Galerij

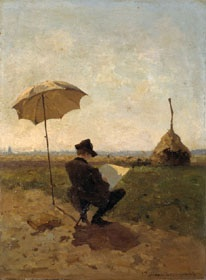
De kunstschilder P.J.C. Gabriël buiten schilderend
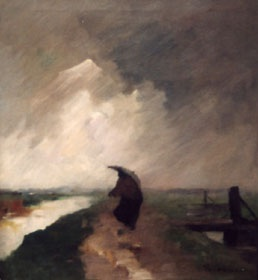
Regenbuitje
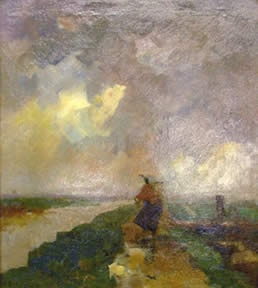
Regenbuitje
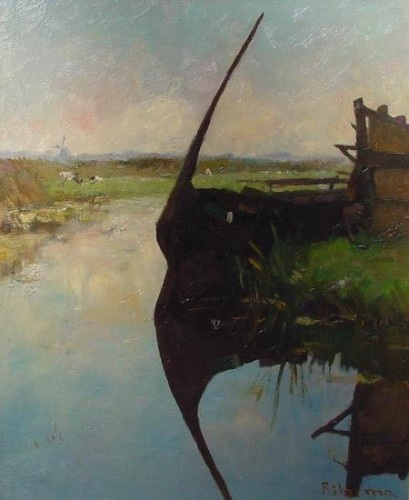
Weerspiegeling
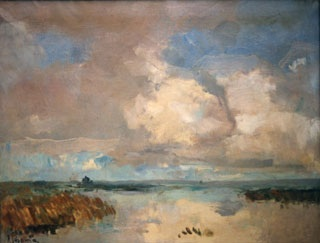
Waterlandschap bij Kortenhoef
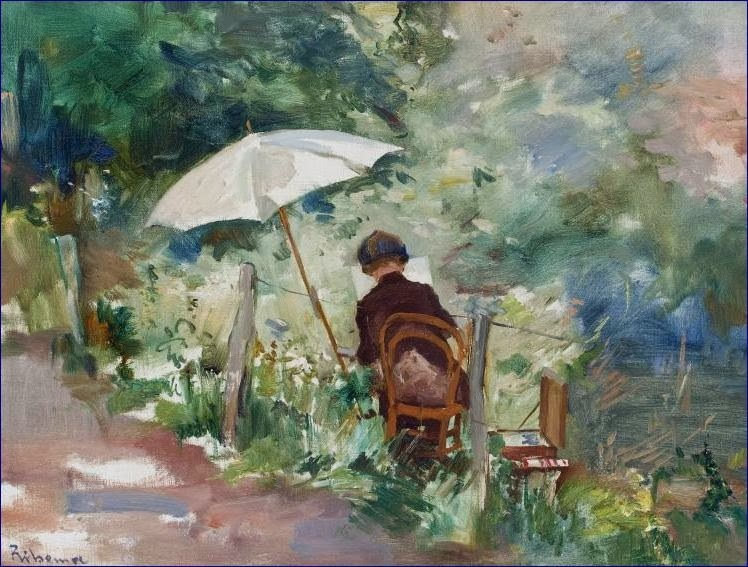
Schilder met parasol in 't landschap